# Межевое (Солонянский район)
Межевое (укр. Межове, до 2016 года — Червоное (укр. Червоне) — село,
Березноватовский сельский совет,
Солонянский район,
Днепропетровская область,
Украина.
Код КОАТУУ — 1225081204. Население по переписи 2001 года составляло 133 человека .

## Географическое положение
Село Червоное находится на правом берегу реки Грушевка,
выше по течению на расстоянии в 1,5 км расположено село Березноватовка,
ниже по течению на расстоянии в 3,5 км расположено село Грушевка (Криничанский район).